# TrowelBlazers
TrowelBlazers (composé de trowel, « truelle », et trailblazer, « pionnier » ou « pionnière ») est un projet qui vise à augmenter la représentation et la participation des femmes dans les domaines de l'archéologie, de la paléontologie et de la géologie.

## Projet
Le projet TrowelBlazers trouve son origine en 2013, lors d'une discussion sur Twitter entre quatre femmes scientifiques : Brenna Hassett (en), Victoria Herridge (en), Suzanne Pilaar Birch et Rebecca Wragg Sykes (en),. Il en résulte la formation d'un réseau social de chercheuses,, ainsi que la création d'un blog Tumblr et d'un site web, consacré aux biographies de femmes archéologues, paléontologues et géologues.
La création d'un réseau de chercheuses permet à celles-ci d'échanger sur certaines problématiques dans leurs métiers, comme celle de la grossesse sur les chantiers de fouilles,.
Par la suite, leurs activités se diversifient, avec des conférences et des activités de sensibilisation. Elles fondent également, avec la photographe Leonora Saunders, le projet Raising Horizons, une exposition consacrée aux femmes, figures historiques comme contemporaines, dans différents domaines scientifiques,.
Le collectif est également sollicité pour la création d'une poupée de paléontologue pour la collection Lottie Dolls (en) en 2015. Il s'implique également lors de la campagne « #InMyShoes », lancée par une jeune fille en réponse à l'absence de modèles féminins figurant des dinosaures par la marque de chaussures C. & J. Clark.
En septembre 2024, le projet compte 264 biographies sur sa page « Articles ».